# Ремнёва, Зоя Ивановна
Зоя Ивановна Ремнёва (1911—1976) — советский учёный-фитопатолог, лауреат Государственной премии СССР (1974).

## Биография
Родилась в 1911 году в станице Архангельской (ныне в Краснодарском крае) в семье служащего.
Окончила школу с педагогическим уклоном в 1927 году, до 1932 года работала школьным учителем в Тихорецком районе Северо-Кавказского края.
С 1932 по 1934 год училась в институте при Ульяновском учебном комбинате защиты растений, с 1934 года в Саратовском сельскохозяйственном институте. В 1936 году окончила институт и начала работать на Петровской опытной станции (в селе Даниловка, ныне в Пензенской области).
С 1938 года — сотрудник лаборатории домовых грибов НИИ биологии Академии наук Белорусской ССР.
С 1940 года по командировке — агроном по защите растений в Государственной комиссии по сортоиспытанию овощных культур и картофеля при Народном комиссариате земледелия БССР.
С 1945 года — научный сотрудник отдела защиты растений в Институте социалистического сельского хозяйства АН БССР (с 1956 года — Институт земледелия).
В 1955 году получила звание кандидата сельскохозяйственных наук, тема диссертации:«Применение вегетативной гибридизации в повышении ракоустойчивости картофеля». С этого же времени включилась в научную работу по борьбе с фитофторозом картофеля и выведению устойчивых к этому заболеванию сортов.
С 1959 по 1976 год — научный сотрудник, старший научный сотрудник лаборатории иммунитета Белорусского научно-исследовательского института картофелеводства и плодоовощеводства.
Научные интересы: фитофтороз паслёновых; иные заболевания картофеля (ранняя сухая пятнистость, парша обыкновенная и др.) и борьба с ними, биохимия иммунитета растений; создание, размножение и внедрение высокопродуктивных и болезнеустойчивых сортов картофеля; разработка способов оценки устойчивости селекционного материала картофеля и овощных культур.
Автор более 100 научных публикаций, соавтор трёх болезнеустойчивых сортов картофеля и нескольких изобретений, в числе которых:
- Обнаружение зависимости между уровнем фитоалексинов в листьях картофеля и томатов и их устойчивостью к заболеваниям[5].
- Лабораторно-полевой метод оценки картофеля на устойчивость к фитофторозу (1969-1971, Н. А. Дорожкин, З. И. Ремнева, А. М. Кремнева).[источник не указан 1315 дней]
- Способ оценки сортов картофеля на устойчивость к макроспориозу (Н. А. Дорожкин, З. И. Ремнева, В. Г. Иванюк, 1975)[6].

Одновременно с научной деятельностью занималась педагогической и просветительской работой. С 1958 по 1970 год — секретарь координационного совета по защите растений Министерства сельского хозяйства БССР. Была членом совета Белорусского республиканского ботанического общества, председателем секции растениеводства и фитопатологии Белорусского НИИ картофелеводства и плодоовощеводства, инициатором и участником множества ботанических выставок, экскурсий и тематических вечеров.

## Семья
Муж — Дмитрий Петрович Поликсенов, научный сотрудник БелНИИРХ, селекционер карпов.
Дочь — Валентина Дмитриевна Поликсенова, биолог, заведующая кафедрой ботаники Белорусского государственного университета, кандидат сельскохозяйственных наук, доцент.

## Некоторые публикации
- Агратэхніка бульбы / І. І. Адамаў [і інш.]. — Мінск, 1950.
- Дорожкин Н. А., Ремнева З. И., Бельская С. И., Псарева В. В. Фитофтороз картофеля и томатов. — Минск: Ураджай. — 1976. — 224 с.
- Фитофтора картофеля и система мероприятий по борьбе с ней / Н. А. Дорожкин, З. И. Ремнева ; Белорус. респ. науч.-техн. о-во сел. и лесного хоз-ва. — Минск : Изд-во АН БССР, 1956. — 22 с
- Возбудители ранней сухой пятнистости картофеля и их специализация на других видах сем. Solanaceae / Н. А. Дорожкин, З. И. Ремнева, В. Г. Ива- нюк // Ботаника : (исследования) : сб. науч. тр. / Отд-ние биол. наук АН Беларуси, Белорус. респ. ботан. о-во . -Минск, 1973. — Вып. 15. — С. 160—167
- Дорожкин H. A., Ремнева З. И. Грибные болезни. В кн. «Картофель», Минск. — «Урожай». 1972. — С.231-249.

## Признание заслуг
- Лауреат Государственной премии СССР в области науки и техники (1974) в составе коллектива сотрудников Белорусского НИИ картофелеводства и плодоовощеводства — за выведение, размножение и внедрение в производство высокопродуктивных сортов картофеля[9][4].
- С 1974 года внесена в «Книгу почёта» Белорусского НИИ картофелеводства и плодоовощеводства.
- Неоднократно награждена почётными грамотами Министерства сельского хозяйства БССР.
- Грамота Президиума правления общества «Знание» БССР.
- Грамота Президиума Белорусского отделения Всесоюзного ботанического общества[7].